# 수용전념치료
수용전념치료 혹은 수용헌신치료(영어: Acceptance and commitment therapy, ACT)  또는 ACT (/ækt/, 단어 act와 같음)는 환자가 직면한 고통을 받아들일 수 있도록 도와 당사자의 심리적 이슈의 완화 또는 환자의 정신 질환과 같은 문제의 해결을 목적으로 하는 인지행동치료이다. 우울증, 강박증, 업무 스트레스, 만성통증, 불안, 외상 후 스트레스 장애, 식사 장애, 헤로인이나 대마초 중독, 조현병과 같은 정신질환 치료에서 효과적인 것으로 알려져 있다. 수용전념치료는 1982년 스티븐 C. 헤이즈(Steven C. Hayes)에 의해 고안되었고, 1986년 로버트 D. 제틀(Robert D. Zettle)과 함께 적용되었다. 우연한 행동(contingency-governed behavior)과 의도한 행동(rule-governed behavior)이란 개념을 도입하여 심리요법에 있어 언어와 행동의 관계를 발견하게 되었다.

## FACT
대상 동작이나 설정 상황에 따라 ACT에 대한 다양한 프로토콜이 있다. 예를 들어, 건강심리학 및 행동 건강 분야에서 ACT의 수정된 버전을 '집중 수용 및 전념 요법'(focused acceptance and commitment therapy, FACT)이라고 한다.
시한부 환자의 스트레스를 조절하는 데 사용할 수 있는 방법이기도 하며, 패트리샤 바흐(Patricia Bach)와 스티븐 헤이즈(Steven C. Hayes)의 2002년 연구에선 조현병(schizophrenia) 환자들을 대상으로 하루 4시간 수용헌신치료를 시행한 결과 정신병동 재입원율이 절반으로 낮아지는 것을 보여주기도 했다.

## 3세대 인지행동치료
전통적인 심리학의 근간을 이루는 1세대 행동주의 및 인지행동주의 접근방법 그리고 2세대 인지행동치료가 보다 광범위한 행동적 그리고 인지적 차원에서의 과학적 연구결과에 바탕을 두고 임상 및 상담 현장에서 심리적 이슈를 다루는데 직접적 개입을 고려한다면, 3세대 인지행동치료는 클라이언트를 위해 사실상 완전히 개방적이기를 지향하는 축을 가지면서도 다른 한편으로는 여전히 전통적인 1세대, 2세대의 행동적 인지적 접근방법과 모순되지 않도록 하는 통합적이고 균형적인 심리적 과정을 주요하게 고려한다는 측면에서 더욱 광범위하고 맥락적이며 탈중심적이라고 할 수 있다. 이러한 인간의 존엄성에 가치를 두는 접근방법으로 구체화되는 인지행동적 심리치료는 제3의 동향으로 언급된다. 따라서 이처럼 윤리적이고 인간 존엄성의 가치를 최우선으로 하는 심리적 접근 과정이라는 측면은 산업사회가 고도로 발달할수록 더욱 클라이언트를 보호해 주는 기본적이고 일차적인 보루로 여겨질 수 있는 안전장치로 주목받고 있다.

## 같이 보기
- 기능분석치료
- 마음챙김
- 인본주의 심리학

## 참고 문헌
- Russell, Harris (2006년 8월). “Embracing Your Demons: an Overview of Acceptance and Commitment Therapy” (PDF). 《Psychotheraphy in Australia》 (PsychOz Publications) 12 (4). ISSN 1323-0921.
- Robert D, Zettle; Steven C, Hayes (1986). “Dysfunctional Control by Client Verbal Behavior: The Context of Reason-Giving” (PDF). 《The Analysis of Verbal Behavior》 (슈프링어) 4: 30-38. ISSN 0889-9401.
- 김도연, 배재홍, 신지현, 「ACT(수용전념치료) 코칭과 심리치료(Acceptance & Commitment Therapy(ACT) coaching and psychotherapy)」, 『한국심리학회 연차 학술발표 논문집』 2014년 제1호, 2014.08, pp.198-198)(https://www.dbpia.co.kr/Journal/articleDetail?nodeId=NODE06379196)
- 박성현, 「위빠싸나 명상, 마음챙김, 그리고 마음챙김을 근거로 한 심리치료(Vipassana Meditation, Mindfulness, and Mindfulness-Based Psychotherapy)」, 『인지행동치료』 2007년 7권 2호, 서울불교대학원대학교, 2007, pp.83-105, (KMID : 0981220070070020083) (https://kmbase.medric.or.kr/KMID/0981220070070020083)
- 설경옥, 박지은, 박선영, 「종교성과 정신건강과의 관계 메타분석 : 국내 학회지 게재논문(1995-2011)을 중심으로(Religiosity and Mental Health: A Meta-Analytic Review (1995-2011))」, 『한국심리학회』 제31권 제3호, 2012.09, pp.617-642(KCI우수등재)(https://www.dbpia.co.kr/Journal/articleDetail?nodeId=NODE06368272)
- 문현미, 「인지행동치료의 제3동향」(The Third Wave of Cognitive-Behavioral Therapy), 『한국심리학회지 : 상담 및 심리치료』, 제17권 1호, 2005, pp.15-33 (UCI : G704-000523.2005.17.1.003

(https://www.kci.go.kr/kciportal/ci/sereArticleSearch/ciSereArtiView.kci?sereArticleSearchBean.artiId=ART000977501)
- Hunot V, Moore THM, Caldwell DM, Furukawa TA, Davies P, Jones H, Honyashiki M, Chen P, Lewis G, Churchill R, 「코크란 제공근거 - 우울증에 대한 제3세대 인지행동치료와 다른 심리 치료의 비교」

(https://www.cochrane.org/ko/CD008704/DEPRESSN_uuljeunge-daehan-je-3sedae-injihaengdongciryowa-dareun-simri-ciryoyi-bigyo)